# 奇兵隊 (テレビドラマ)
『奇兵隊』（きへいたい）は、1989年12月30日・12月31日に日本テレビで放映された『日本テレビ年末時代劇スペシャル』の第5作である｡

## 概要
これまでの本シリーズの各作品で主演、および準主演を務めた里見浩太朗に代わり、本作は松平健が主演を務めている。
映画『幕末青春グラフィティ Ronin 坂本竜馬』を視聴したスタッフのオファーにより武田鉄矢が特別出演している。他にも中村雅俊や高橋英樹が特別出演し、山岡久乃も友情出演している。
脚本も、従来の本シリーズに参加していた杉山義法に代わって、本シリーズでは唯一、野上龍雄が担当している。
特技監督の川北紘一は、制作費は特撮だけで8千万円あったと証言しており、映画よりもテレビのほうが贅沢な時代であったと述懐している。

## あらすじ
第一部「京洛の花に舞う－決起の章－」
安政の大獄から2年後の文久2年（1862年）、大獄で処刑された吉田松陰の松下村塾に学んだ長州藩の若者たちは、尊王攘夷を実行すべく政治活動を行っていた。だが、当時長州藩は長井雅楽指導の下、藩論はまるで逆の開国となっていた。そんな中、松下村塾系の若者高杉晋作は、幕府が派遣した使節に随行し、上海の地を訪れ、欧米列強に支配される現地人の哀れさを痛感する。帰国後、周布政之助や桂小五郎（のちの木戸孝允）の周旋により長井は失脚。高杉は仲間の久坂玄瑞・井上聞多（のちの井上馨）・伊藤俊輔（のちの伊藤博文）らとともに建設中の英国公使館を焼き討ち。また将軍上洛工作などに関わり、尊王攘夷を推し進めていく。
孝明天皇の命を受けた幕府は、やむを得ず文久3年5月10日を期限に攘夷の実行を約束するが、京都で尊王攘夷のかけ声を元に狼藉の限りを尽くす不逞浪士の乱行を目にした高杉は失望し、突如出家して「東行」と名乗り、故郷へ帰ってしまう。また井上と伊藤は、村田蔵六（のちの大村益次郎）の仲介により、藩が極秘にロンドンに派遣した留学生の中に加わる。残された久坂は5月10日、公約通り攘夷を実行すべく馬関海峡を航行中の外国船に砲撃をしかける。しかし、数日後外国の連合艦隊に逆襲され、砲台を占拠されてしまった。
下関に来襲する外国兵に対して激昂する百姓らの姿を見て、高杉は師・松蔭から学んだ「草莽崛起」を実践すべく下関の商人白石正一郎を口説いて庶民からなる軍隊・奇兵隊を結成する。いっぽう、京都では会津藩・薩摩藩らの企てにより、長州が追放される事件が起きた。年号も改まった元治元年（1864年）、池田屋事件で長州を中心とした各藩の志士たちが新撰組に斬られ、来島又兵衛ら過激派は兵を率いて上京することを主張。高杉は久坂・来島らを説得するが聞き入れられず、周布は高杉を野山獄へ監禁。ついに長州は無謀な兵を挙げ、一敗地にまみれ、久坂らは戦死した。
第二部「四境ことごとく敵－回天の章－」
禁門の変で敗れた長州藩を待ち受けていたのは、さらに過酷な運命だった。前年の下関砲撃に対する報復として英・仏・蘭・米の四国連合艦隊が来襲するというのである。この件を知った井上・伊藤は急遽ロンドンから帰国し、長州藩要路を説得するが、攘夷派の幹部は受け入れない。高杉の説得を受け、井上らもいったん攘夷派に戻り、奇兵隊ら諸隊とともに連合軍と戦う。
案の定、惨敗した長州藩は、急遽英語を解する井上らに和睦の使者を命ずる。井上は、高杉を長州藩家老宍戸家の養子・宍戸刑馬と名乗らせ、全権大使として随行させる。高杉は敗北を潔く認めたが、賠償金はすべて幕府に転嫁した。また、上海の悲劇を知る高杉は海峡にある彦島の租借を断じて拒絶する。こうして和睦は成立した。
しかし、幕府から長州征伐軍が派遣されるに及び、これまで長州を主導してきた周布らの改革派は失脚し、椋梨藤太ら保守派が権力を握って、毛利敬親・定広父子も山口から萩に移る。やがて改革派の粛清が始まり、周布も自害に追い込まれ、高杉も藩外への逃亡を余儀なくされた。井上も襲撃され全身に傷を負うが、一命は取り留めた。奇兵隊ら諸隊にも解散命令が下る。山県狂介（のちの山縣有朋）・伊藤らもその命令に従うほか無かった。だが、そこへ潜伏中の高杉が現れ、藩政府に対して挙兵を促す。諸隊の隊長らは反対するが高杉は一人でも立つと強硬に主張した。
翌朝、功山寺に現れたのは高杉と伊藤だけだった。だが、2人だけ行こうとした矢先、諸隊の兵たちが次々押し寄せる。勝利を確信した高杉は小郡の代官所を襲い勝利を得ると、その勢いで萩へ攻め寄せ、ついに保守派の軍勢を破って主導権を取り戻した。年号が慶応に改まり、禁門の変後行方不明だった桂も村田の知らせにより長州へ戻り、幕府へ対抗する体制が整えられた。
しかし、長州単独では武器の調達もままならない。そこで土佐の浪士坂本竜馬の仲介により薩摩藩との同盟が模索されるが、藩内の抵抗は強く、桂は諸隊の隊長を連れて京都へ赴き、双方の誤解を解いて薩長同盟の締結に至った。恭順を示さない長州藩に対し、幕府は第二次長州征伐を企てるが、薩摩藩はこれに従わなかった。村田指揮の下、整然たる作戦に裏打ちされた長州軍は幕府軍を各所で退け、勝利する。高杉も小倉口の戦いに参戦。急傾斜地の企救半島で幕軍の火砲に晒され苦戦するが龍馬の協力により幕府の旗艦富士山丸を撃破するなど活躍するも、この時すでに高杉の体は労咳に蝕まれていた。長州軍の勝利が確定してまもなく、高杉は息を引き取った……。
高杉の死から3年後の明治2年（1869年）、大村益次郎（村田蔵六）が暗殺され、その知らせを伊藤博文（俊輔）から受けた木戸孝允（桂小五郎）は時代の残酷さを嘆く……。

## スタッフ
- 製作総指揮：北川信
- 制作：梅谷茂、田中正雄
- プロデューサー：須永元（日本テレビ）、荒木功、佐藤丈（ユニオン映画）今井正夫（東映）
- 脚本：野上龍雄
- 監督：齋藤武市
- 音楽：山本直純
- 主題歌：さだまさし「冬の蝉」
- 撮影：原田裕平
- 照明：武邦男
- 録音：神戸孝憲
- 編集：河合勝巳
- 記録：小川加津子
- 美術：鈴木孝俊
- 助監督：和田圭一
- 撮影計測：作村龍二
- 擬斗：谷明憲
- プロデューサー補：西牟田知夫
- 製作担当：北村良一
- 〈特殊撮影スタッフ〉
  - 特技監督：川北紘一
  - 監督補：鶴見孝夫
  - 撮影：桜井景一
  - 照明：三上鴻平
  - 美術：小村完
  - 特殊効果：渡辺忠昭
  - 操演：松本光司
  - 製作担当：小島太郎
  - 特殊撮影協力：東宝映像美術
- 制作協力：東映太秦映像
- 制作：日本テレビ
- 製作著作：ユニオン映画

## 登場人物

### 長州藩および奇兵隊関係
- 高杉晋作：松平健
- 桂小五郎（のちの木戸孝允）：中村雅俊（特別出演）
- 村田蔵六（のちの大村益次郎）：片岡鶴太郎
- 周布政之助：津川雅彦
- 井上聞多（のちの馨）：萩原流行
- 伊藤俊輔（のちの博文）：堤大二郎
- 久坂玄瑞：永島敏行
- 来島又兵衛：竜雷太
- 白石正一郎：三遊亭圓楽
- 紅屋木助：藤岡琢也
- 吉田松陰：米倉斉加年（実在の銅像に声のみの回想出演）
- 山県狂介（のちの有朋）：石原良純
- 入江九一：岡野進一郎
- 太田市之進（のちの御堀耕助）：橋本功
- 吉富藤兵衛（のちの簡一）：左右田一平
- 勝五郎：大門正明
- 毛利定広：円谷浩
- 高杉小忠太：下川辰平
- 前田孫右衛門：近藤洋介
- 渡辺内蔵太：中西良太
- 椋梨藤太：長門裕之
- 石川小五郎（のちの河瀬真孝）：井上高志
- 秋良雄太郎：浦信太郎
- 波多野金吾（のちの広沢真臣）：山田永二
- 小六：新兵衛（幕末塾）
- 杢助：鼓太郎（幕末塾）
- 藤吉：吉田友紀
- 新吉：高橋浩二郎
- 庄太：内田慎一
- 勝次：新井信彦
- 毛利敬親：小笠原弘
- 吉川堅物：滝田裕介
- 山田宇右衛門：石田信之
- 宍戸備前：福田豊土
- 長井雅楽：渥美國泰
- 大和国之助：木場勝己
- 赤根武人：山本太郎
- 楢崎弥八郎：吉岡祐一
- 湯川平馬：冨家規政
- 粟屋帯刀：田中浩
- 河北彦右衛門：浜田晃
- 中川宇右衛門：五十嵐義弘
- 松島剛蔵：関川慎二
- 岡本吉之進：有川正治
- 児玉愛二郎：出水憲司
- 村尾治兵衛：笹木俊志
- 馬屋原二郎：羽賀研二
- 栗原三次郎：滝譲二
- 秋本新蔵：松浦信義

### 女性たち
- おうの：伊藤蘭
- 幾松（のちの木戸松子）：池上季実子
- 井上りく：山岡久乃（友情出演）
- 高杉雅：伊藤麻衣子
- 楠本イネ：セーラ
- 村田琴（のちの大村琴）：大場久美子
- 中西君尾：芦川よしみ
- たき：高部知子

### 幕府側関係
- 一橋慶喜（のちの徳川慶喜）：高橋英樹（特別出演）
- 永倉新八：本田博太郎
- 板倉勝静（伊賀守）：中野誠也
- 松平容保：風間杜夫（『白虎隊』より映像流用）
- 近藤勇：夏八木勲（『白虎隊』より映像流用）
- 沖田総司：中川勝彦（『白虎隊』より映像流用）
- 田中土佐：佐藤慶（『白虎隊』より映像流用）
- 徳川家茂：雅（幕末塾）
- 大久保忠寛：宗近晴見
- 大石鍬次郎：鈴木省吾
- 富川主計：深江章喜
- 徳川慶勝：水上保広
- 小笠原長行：峰蘭太郎
- 小栗忠順：北村明男
- 松平茂昭：山崎博之
- 脇坂安宅：和田昌也
- 岡部長常：入江武敏
- 大岡鉞次郎：林彰太郎
- 木下利義：高並功

### 薩摩藩関係
- 西郷隆盛 （吉之助）：梅宮辰夫
- 五代才助（のちの友厚）：勝野洋
- 奈良原喜八郎：五代高之（『田原坂』より映像流用）
- 有馬新七：下塚諒（『田原坂』より映像流用）
- 橋口吉之丞：土井健守（田原坂より映像流用）
- 道島五郎兵衛：佐藤幸雄（『田原坂』より映像流用）

### その他
- 坂本竜馬：武田鉄矢（特別出演)
- アーネスト・サトウ：デーブ・スペクター
- 伊藤軍八：加納竜
- 正八：佐藤B作
- 金兵衛：岡本信人
- 岸静江：織本順吉
- 陳：ベンガル
- 三条実美：堀内正美
- 河田左久馬（のちの景与）：中康次
- 真木和泉：内田勝正
- 中山忠光：若菜孝史
- 杉爺：奥村公延
- 鋳銭司（すぜんじ）村の3人：南方英二、伊吹太郎、山根伸介（チャンバラトリオ）
- 山口・普門寺住職：二見忠男
- 根立助九郎：西山辰夫
- 老妓：荒木雅子
- 上野・寛永寺番士：波多野博
- 宮部鼎蔵：井上昭文（『白虎隊』より映像流用）
- 北添佶摩：森山陽介（『白虎隊』より映像流用）
- 所郁太郎：鈴木喜勝
- 岩倉具視：新城邦彦
- 姉小路公知：清家三彦
- 山地忠七（のちの元治）：美角優介
- 長州藩・京都藩邸の若者：原田和彦
- アレクサンダー大佐：ディック・バターワース
- 兵：志茂山高也
- 中川宮：中村錦司
- 土方楠左衛門（のちの久元）：浜田雄史
- 手代：真砂皓太
- 長州藩・江戸藩邸の門番：斉藤弘勝
- 力士：ジャンボ源治
- 市村源内：山本紀彦
- 仁科庄九郎：曽雌達人
- 徳大寺公純：遠山金次郎
- 賀川肇：川浪公次郎
- 水谷利光：椎谷建治
- 千種有任：入江慎也
- 鷹司輔煕：有島淳平
- 二条斉敬：山田良樹
- 葉室長順：佐々山洋一
- 阿野公誠：松本新一郎
- 寺岡孝介：矢部義章
- 滝要之進：高見裕二
- 中野義文：岩井田浩巳
- 家臣：杉山幸晴
- 浪人：木谷邦臣
- 人夫：遠山二郎
- 同心：中西宣夫
- 芸者：笹淵美佳
- 三田尻勘場・書記：阿部裕
- 石州口の兵：松田吉博
- 使い番：鈴木克始
- 浜田藩の隊長：白川浩二郎
- 群衆の2人：上野秀年、林哲夫
- 足軽：内田大貴、藤枝政巳
- 侍：白井滋郎、川口啓史、稲田龍男、畑中伶一、藤長照夫
- ナレーター：鈴木瑞穂

## 放送時間
| 部 | 放送日         | 放送時間（JST）   | 備考                                            |
| -- | -------------- | ----------------- | ----------------------------------------------- |
| 一 | 1989年12月30日 | 土曜21:03 - 0:00  | 21:00 - 21:03には『奇兵隊のみどころ』を別途放送 |
| 二 | 1989年12月31日 | 日曜20:03 - 23:30 |                                                 |

1986年の『白虎隊』から前年の『五稜郭』までは、22時前にNNNニューススポット・あすの天気（系列局は各地のニュース・天気予報・おしらせ・交通情報。新春番組の案内など）をはさんで放送していたが、本作第一部はニュース後の21時から放送し、第二部も19:54に放送したため、中休みの時間がなくなり、一気に鑑賞が可能になった。
本作第一部の放送された12月30日において、クロスネット局および、土曜22時以降のローカル枠に他系列の番組を編成していた局における本作のネット状況は以下の通り（系列は当時のもの。特記のない場合は日本テレビ系単独加盟局）。
- 青森放送（RAB、テレビ朝日系列とのクロスネット局）

土曜22時以降の通常編成はテレビ朝日の『土曜ワイド劇場』を放送していたが、本作第一部を優先したため、『土曜ワイド劇場』は31日13:00 - 15:30に放送された。
- 秋田放送（ABS）

RAB同様、土曜22時以降の通常編成は『土曜ワイド劇場』を放送していたが、本作第一部を優先したため、『土曜ワイド劇場』は30日14:00 - 16:30に先行放送された。
- 山形放送（YBC、テレビ朝日系列とのクロスネット局）

RAB・ABSとは異なり、30日の21時台は単発番組で穴埋めし、22時から通常編成で『土曜ワイド劇場』を放送したため、第一部は31日15:00 - 17:55に放送された。
- テレビ信州（TSB、テレビ朝日系列とのクロスネット局[注釈 2]）
- テレビ大分（TOS、フジテレビ系列・テレビ朝日系列とのクロスネット局）

両局とも、21時以降は通常編成でテレ朝系同時ネット枠として『土曜ワイド劇場』を放送したため、第一部は31日14:00 - 16:55に放送された。
- テレビ長崎（KTN、フジテレビ系列とのクロスネット局[注釈 2]）
- 鹿児島テレビ（KTS、同じくフジテレビ系列とのクロスネット局）

両局とも、21時以降は通常編成でフジテレビ系同時ネット枠として『ゴールデン洋画劇場』枠で1987年公開の映画『吉原炎上』を放送したため、第一部はTSB・TOS同様に、31日14:00 - 16:55に放送された。
- テレビ宮崎（UMK、フジテレビ系列メインでテレビ朝日系列とのクロスネット局[注釈 2]）

KTN・KTS同様に、21時以降は通常編成でフジテレビ系同時ネット枠として『吉原炎上』を放送したため、第一部は31日12:00 - 14:55に放送された。
いずれも、31日放送の第二部に関してはキー局同時ネットで放送されたため、第二部は当時の日本テレビ系列全29局での同時ネットとなった。これにより、YBC・TSB・KTN・TOS・UMK・KTSの各局では、31日に第一部と第二部の両方が放送された。
- YBCの当時の日曜19:00- 23:00の通常編成はテレ朝系同時ネット枠[注釈 5]だったが、31日の19時台は30分枠の単発番組2本[注釈 6]で穴埋めし、20時からは第二部をキー局同時ネットで放送した[注釈 7]。
- 日曜21:00 - 23:00の通常編成がYBC同様にテレ朝系同時ネット枠だったTSB[注釈 5]、日曜21:00 - 22:30の通常編成がフジ系同時ネット枠だったKTS[注釈 8][注釈 9]の2局とも、そのまま21時台以降も今作第二部を引き続き放送した。

クロスネット局含めて、日本テレビ系列局の存在しない沖縄県では、琉球放送（RBC、TBS系列局）が約1年遅れで1990年12月28日（金）の16:00～17:55に第一部、翌29日（土）の12:00～16:30に第二部を放送したが、同局での放送分は本放送版とは編成が異なり、前編は約2時間枠、後編は約4時間半枠での放送となった。

## 関連作品
- 『炎の如く 吉田松陰』（1991年、日本テレビ系、『水曜グランドロマン』枠で放送）

風間杜夫主演、2時間枠のテレビ時代劇スペシャル。キャストは異なるが、本作のプロローグに位置づけられる作品。
- 『幕末青春グラフィティ Ronin 坂本竜馬』（1986年、東宝系）

武田鉄矢が本作の特別出演と同じ役で、主演した長編映画作品。